# Nhà nông học
Một nhà nông học, nhà nông nghiệp hoặc nhà nghiên cứu nông nghiệp (viết tắt là agr.) là một chuyên gia trong lĩnh vực khoa học, thực hành và quản lý nông nghiệp và kinh doanh nông nghiệp. Đó là một nghề được quy định trong các nước như Canada, Ấn Độ, Philippines, Hoa Kỳ và Liên minh châu Âu. Các tên gọi khác được sử dụng để chỉ định nghề nghiệp bao gồm nhà khoa học nông nghiệp, nhà quản lý nông nghiệp, nhà lập kế hoạch nông nghiệp, nhà nghiên cứu nông nghiệp hoặc nhà hoạch định chính sách nông nghiệp.
Vai trò chính của những người làm nông nghiệp là dẫn dắt các dự án và chương trình nông nghiệp, thường là trong kế hoạch kinh doanh nông nghiệp hoặc nghiên cứu vì lợi ích của trang trại, thực phẩm và các tổ chức liên quan đến nông nghiệp. Những người làm nông nghiệp thường được chỉ định trong chính phủ làm các nhà nông chính sách hoặc cố vấn kỹ thuật cho việc lập chính sách. Những người làm nông nghiệp cũng có thể cung cấp lời khuyên kỹ thuật cho người trồng trọt và công nhân nông nghiệp như làm lịch trồng cây và dòng sản phẩm để tối ưu hóa sản xuất nông nghiệp, theo dõi kênh thị trường nông nghiệp, chỉ định phân bón và thuốc trừ sâu để tránh lạm dụng, và trong việc đạt được các chuẩn chất lượng nông nghiệp hữu cơ hoặc quốc gia.
Việc chuẩn bị các thiết kế kỹ thuật và xây dựng cho nông nghiệp được dành riêng cho các kỹ sư nông nghiệp. Trong khi đó, các nhà nông học có thể theo đuổi kế hoạch môi trường và tập trung vào kế hoạch nông nghiệp và nông thôn.